# David Matza
David Matza (Nova Iorque, 01 de maio de 1930 - Berkeley, 14 de maio de 2018), foi um sociólogo e criminólogo norte-americano.

## Biografia[2][3]
David Matza é o mais jovem entre os três filhos do imigrante turco Morris Matza e da imigrante grega Esther Matza. A despeito de serem analfabetos, os pais de Matza eram entusiasmados com a possibilidade de dar uma boa educação aos seus filhos. David Matza estudou até a sexta série em um centro de ensino judaico no bairro do Harlem, onde era descrito por seus mestres como "um estudante de alto desempenho e talento". Em 1941 mudou-se com os pais para o Bronx, onde prosseguiu os estudos em uma escola pública.
Em janeiro de 1945, poucos meses antes do final da Segunda Guerra Mundial, perdeu seu irmão Abraham Matza na Batalha das Ardenas.
Cursou o ensino secundário entre 1953 e 1954 no College of the City of New York (CCNY, atualmente Universidade de Nova Iorque), onde foi influenciado pelo seu mentor Charles Page a seguir carreira na sociologia. Admitido na graduação da Universidade de Princeton em 1955, teve contato com as obras e ideias de Dostoiévski, Durkheim, Marx, Platão, Vleben e Weber. Nesse período, Matza casou-se e teve filhos. O seu trabalho de graduação versava sobre movimentos sociais e políticos radicais. 

### A carreira na Criminologia
Foi por influência do sociólogo e criminólogo Gresham Sykes que Matza decidiu produzir uma dissertação de doutorado sobre deliquência juvenil. O trabalho, defendido em 1959, foi sua primeira publicação na área da criminologia, e envolvia entrevistas com jovens encarcerados no estado de Nova Jérsei. Na introdução de sua obra "Becoming Deviant", Matza conta que iniciou os seus estudos sobre a delinquência com uma visão tolerante sobre o fenômeno, sobretudo por causa das suas experiências no ensino secundário, com meninos mais velhos que rotineiramente exigiam dinheiro seu e de seus amigos sob ameaças de violência. Essa visão branda sobre a delinquência foi essencial para seu trabalho crítico à criminologia positivista, predominante em seu tempo. 
Iniciou a carreira docente em 1957, na Universidade Temple, onde lecionou até 1959. Em 1961 foi admitido como docente na Universidade da Califórnia em Berkeley.
Em 1960 mudou-se para Chicago, onde iniciou o seu pós-doutorado na Escola de Direito da Universidade de Chicago, focado na observação de um tribunal de menores. Concluiu e defendeu o trabalho em 1964. Com base nas anotações, publicou no mesmo ano “Delinquency and Drift”, inaugurando uma discussão científica sobre a anatomia da delinquência. Contrariando as visões prevalecentes de seu tempo, Matza defendeu em sua obra a necessidade do criminólogo procurar ver o mundo do ponto de vista do delinquente.
A sua Teoria da Neutralização da Culpa diz respeito ao conjunto de métodos teóricos usados pelo delinquente para neutralizar a culpa dos atos desviantes que praticam. Na sua concepção, delinquência e patologia são ideias totalmente afastadas entre si, de forma que qualquer um pode ser um delinquente.
Em 1969 publicou “Becoming Deviant”, sua segunda obra de grande importância nos estudos da criminologia. Na Obra, Matza defendeu a importância de abordar o o desvio como um fenômeno natural da sociedade e da perspectiva do sujeito desviante. Dessa forma, se opôs fortemente à Teoria do Rótulo, que estudava o desvio da perspectiva da reação da sociedade.
Em 1976 fundou o Institute for Study of Social Changes, em parceria com Hebert Blumer, Robert Blauner e Troy Duster
Foi vinculado à Universidade da Califórnia em Berkeley - como Professor Emérito - até o seu falecimento em 14 de março de 2018.

## Crítica à Criminologia Positivista
Sua primeira obra, “Delinquency and Drift”, desenvolve o conceito de delinquência em oposição à ideia de delinquência projetada pela Criminologia Positivista. Matza defende que os preceitos e valores da subcultura da delinquencia são na verdade muito próximos daqueles tidos como "normais" no estilo de vida norte-americano. Para desconstruir a ideia positivista de delinquente, Matza apresentou o conceito de “subcutura da delinquencia” (que não se confunde com “subcultura delinquente”).

### Subcultura da delinquência[5]
A subcultura da delinquência se caracteriza por uma situação na qual a perpetração de delinquência é de comum conhecimento num determinado grupo de jovens que, por variados motivos, aderem a esta subcultura e se distinguem dos outros jovens apenas e tão somente pela adesão ou não. Essa subcultura possui valores e normas que - apesar de relacionadas a práticas delinquentes - derivam sobretudo de convenções sociais tradicionais. Deste modo, Matza defende - em contraponto aos positivistas - que não se pode resumir a relação entre a “subcultura da delinquência” e a “cultura geral” como uma oposição. Tal relação, para o criminólogo, é muito mais complexa e intrincada: a subcultura da delinquência é formada sobretudo por jovens “cercados” pela ordem convencional, que se infiltra constantemente na subcultura, tornando-a integrada e dependente da cultura geral num nível maior que outras subculturas.
Para Matza, se a subcultura da delinquência fosse comprometida com a delinquência, o delinquente sentiria pouca culpa ou vergonha no momento de sua apreensão. Pelo contrário, Matza explana justamente sobre os pontos de convergência íntima entre a cultura geral e a subcultura da delinquência:
- A Indignação- A apreensão do delinquente não leva à culpa e vergonha, mas à indignação e à adoção de postura defensiva, já que o indivíduo se vê injustamente acusado.
- A escolha das vítimas- Na subcultura da delinquência, há também um conjunto de instituições e pessoas que nunca devem ser vitimizadas. Esse padrão ético não significa que essas pessoas isentas nunca serão feitas vítimas, já que os delinquentes violam preceitos, assim como na cultura comum.
- A não-identificação do delinquente com o delito- Em um de seus experimentos descritos em “Delinquency and Drift”, Matza mostrou fotos de delitos e jovens delinquentes, e lhes indagou sobre o que pensariam de um indivíduo praticando aquelas ações. A maioria se mostrou indiferente ou contrariado com as imagens, especialmente com aquelas de delitos mais graves. É desse experimento que vem a tese de que a subcultura da delinquência não compromete seus partícipes com os delitos, tal qual a cultura geral.
- As companhias- Sendo a delinquência caracterizada pelas relações orais, de forma que seus preceitos não são codificados ou formalmente transmitidos, a cultura delinquente é materializada em situações de grupo, numa dedução não verbal de que todos ali estão comprometidos com a subcultura. Da mesma forma, a cultura geral também propaga-se por acordos não-verbais que se aperfeiçoam em situações de companhia.

## Técnicas de Neutralização
Ver artigo principal: Técnicas de Neutralização
Com base nos pontos de ligação entre a subcultura da delinquência e a cultura geral, David Matza e Gresham Sykes explicam como os delinquentes dissolvem o vínculo que têm entre a moral e a lei por meio das chamadas "técnicas de neutralização". Nesse processo, o delinquente suspende temporariamente seu compromisso com os valores sociais e fica livre para cometer atos delinquentes.  A neutralização da culpa consiste, nas palavras do próprio Matza, na "obliteração da natureza infracional do comportamento. Na conversão da infração em mera ação". Observa o autor, entretanto, que a quebra momentânea do vínculo moral de direito não garante a prática do ato delinquente. A neutralização faz a delinquência possível, mas não representa nenhum compromisso irreversível ou compulsão suficiente para empurrar o indivíduo para o ato delinquente: a prática deste só se consuma com a combinação entre a quebra do vínculo moral/legal e a vontade do agente. Esse processo recebe suporte cultural e reforço social das tradições convencionais. Segundo Matza e Sykes, há cinco técnicas centrais de neutralização da culpa:
- Negação da responsabilidade- O delinquente se coloca na posição de vítima de uma circunstância na qual foi compelido a agir daquela maneira.[7]
- Negação do prejuízo- O delinquente pressupõe que sua ação não atingiu ninguém de fato e não causou nenhum malefício.[2]
- Negação da vítima- O delinquente passa a acreditar que a vítima mereceu o dano, ou até mesmo que não houve vítima no ato.[8]
- Condenação dos condenadores- O delinquente pode crer na hipocrisia de seus condenadores, supondo que estes já fizeram coisas piores na vida.[9]
- Apelo à lealdade e a valores superiores- O delinquente apela a algum valor social ou espiritual superior (como bravura e heroísmo) para justificar o ato delinquente.[10]

## O Comportamento desviante como fenômeno natural[11]
Publicado originalmente em 1969, “Becoming Deviant” tornou-se um clássico da criminologia por trazer o sujeito desviante para o centro do estudo da delinquência, e dar-lhe uma voz e um papel ativo no processo de tornar-se desviante.
Com a obra, Matza tinha o objetivo de opor-se à Teoria do Rótulo de seus contemporâneos Lemert (1951) e Becker (1963), que deslocavam o foco teórico do sujeito desviante para a reação da sociedade diante do desvio. Seu principal objetivo é expor uma concepção sociológica sobre o comportamento desviante sem a dependência de noções deterministas que predominavam à época.
Para o criminólogo existem muitos tipos de desvio, de forma que o próprio desvio é - em alguma medida - uma questão de grau. Os graus são definidos de acordo com a concepção da sociedade do que é desvio. A existência de tradições mais liberais e outras mais restritivas pode gerar enormes diferenças no nível de tolerância aos desvios: em uma sociedade pluralista - por exemplo - o que é desvio em um homem pode ser o costume em outro. As concepções de conformidade e desvio são, portanto, relativas, e é impossível fazer um juízo de desvio sem referência específica ao sistema sociocultural a que este se aplica.
Matza assume que fenômenos desviantes são naturais, parte normal e inevitável da vida social, assim como a denúncia, regulação e proibição destes desvios. Não importa qual a medida de retidão moral daquela sociedade: o desvio sempre ocorrerá.  É daí que surge o conceito de desvio natural. O próprio aperfeiçoamento moral de um cidadão, para Matza, é insuficiente para sanar os desvios: a elevação moral leva ao surgimento de novos padrões mais exigentes de conduta, mantendo o desvio como parte natural da dinâmica social.

### O Paradigma da Correção versus o Paradigma da Valorização
Para Matza, o objetivo teórico de ajudar a sociedade a se livrar dos comportamentos desviantes - além de utópico - cria uma perspectiva de tratamento correcional para o desvio. Tal perspectiva interfere sistematicamente na capacidade de sentir empatia e, assim, compreender o objeto de investigação. O criminólogo defende que as texturas e nuances desses padrões sociais só podem ser entendidas sob uma perspectiva de valorização e empatia. Sem valorização e empatia podemos reunir fatos superficiais a respeito de um fenômeno, mas não vamos compreendê-los em profundidade, nem seus significados para os sujeitos envolvidos e o lugar destes na sociedade em geral.
Não podemos, no entanto, pressupor que Matza repudia as perspectivas correcionais: para o criminólogo, tais perspectivas são razoáveis e úteis, exceto por tornarem a empatia e a compreensão dos fenômenos desviantes difíceis ou, às vezes, impossíveis. Apreciar a variedade de atitudes desviantes exige uma suspensão temporária ou permanente da moralidade convencional.

### Afinidade, Associação e Significação
Para Matza, os sociólogos não podem ter uma visão simplista, restrita e pouco ampla da realidade, pois os eventos que ocorrem com um indivíduo podem ser frutos de uma pressão externa. Assim é possível que se tenha uma análise mais fidedigna possível do contexto em que se encontram os fatos sociais estudados e disso que se possa partir para um estudo mais aprofundado das causas e não só das consequências das ações desviadas.
Matza estudou, nesta obra, três importantes conceitos:
Afinidade: algo parecido com a atração entre alguém e uma determinada coisa. Cada um tem um nível de predisposição a seguir influências sob certas circunstâncias, além da maior ou menor pressão de cada fator sobre a pessoa, cada um tem um grau de alienação no momento de escolha sobre suas condutas. Os fatores externos muitas vezes findam com as amarras sociais que evitam condutas desviantes, mas muitas vezes mesmo sem tais contenções os indivíduos, mesmo em situação de vulnerabilidade perante a circunstância, não cometem o ato desviante pela força de sua própria escolha. Isso mostra que apesar de haver meios e situações que influenciam os indivíduos, a ação final nem sempre irá seguir a lógica objetiva externa, pois está em ação, conjugadamente, a existência subjetiva. O que ainda resta estudar é o grau de influência dos fatores externos e o grau da força da existência subjetiva no momento da escolha.
Associação (afiliação): processo de integração de um indivíduo a um novo ambiente, sendo assim é uma etapa de maturação do relacionamento que está sendo construído. Algo próximo a uma conversão de alguém a uma nova série de regras e valores, fenômeno bem menos rudimentar que um “contágio”. Além disso, a conversão é um processo lento e varia em cada caso. Assim, o indivíduo não estará pré-determinado a nada, pois isso pressuporia que a pessoa não tem capacidade de escolha e, dessa forma, estaria sempre destinado a seguir as mesmas condutas, o que não é verdade.
Significação: lidam com a relação entre o Estado e sua função legislativa proibitiva. Relaciona-se à apreensão. Uma vez apreendido,o delinquente é estigmatizado pela autoridade e sua identidade é mais intensamente desgastada uma vez que a apreensão reafirma a hegemonia do Estado e as representações coletivas.

## Prêmios recebidos
1964- Prêmio Charles Wright Mills, por "Delinquency and Drift", concedido anualmente pela Society for the Study of Social Problems para livros que contribuam para "uma compreensão aprofundada do indivíduo e da sociedade"
1967- Bolsa Guggenheim. Categoria: Ciências Sociais. Área de Estudo: Sociologia